# Agueda Esteban
Agueda Esteban (Manilla, 5 februari 1868 - 1944) was een Filipijns onafhankelijkheidsstrijder. Esteban was actief voor de Filipijnse opstandelingen in de Filipijnse Revolutie. Ze was getrouwd met Mariano Barroga, een luitenant-kolonel in het revolutionaire leger. Na de dood van haar man hertrouwde ze met generaal Artemio Ricarte.

## Biografie
Agueda Esteban werd geboren in Binondo in de Filipijnse hoofdstad Manilla. Ze was het tweede kind van Ambrosio Esteban en Francisca de la Cruz. De familie was arm en kon geen scholing betalen voor de kinderen. Maar met hulp van een welgestelde dame genoot ze uiteindelijk toch enig onderwijs op een meisjesschool in Binondo. 
Ze trouwde met Mariano Barroga, een lid van de ondergrondse verzetsbeweging Katipunan die bekend stond onder de schuilnaam Tungkod. Na de uitbraak van de Filipijnse Revolutie sloot hij zich aan bij het revolutionaire leger. Esteban was ook actief voor de opstandelingen. Ze reisde op en neer tussen Cavite en Manilla om voorraden te kopen voor de productie van kogels en ammunitie. Haar echtgenoot bleef zich ook na het Pact van Biak-na-Bato actief inzetten voor de Filipijnse onafhankelijkheid. In de tweede fase van de Revolutie was majoor Barroga gestationeerd in de buitenwijken van Manilla onder commando van Antonio Montenegro. Na een promotie tot luitenant-kolonel kreeg hij opdracht om nieuwe rekruten te werven. Esteban fungeerde in die tijd als koerier tussen haar man en generaal Artemio Ricarte. Ze bracht kaarten en geheime documenten heen en weer en vervoerde ook munitie en granaten. Op 1 juli 1900 werden Barroga en Ricarte echter opgepakt en op 16 februari 1901 werd haar man met anderen gedeporteerd naar Guam. Hij overleed daar onverwachts in 1902. 
Esteban vertrok in 1910 naar Hongkong waar ze in 1911 trouwde met Ricarte, die daar in ballingschap leefde. Het stel kon niet terugkeren naar de Filipijnen, omdat ze weigerden zich te onderwerpen aan de nieuwe koloniale machthebbers. Nadat ze van de Britten ook niet meer in Hongkong mochten blijven, vertrokken ze in 1915 eerst naar Sjanghai en later naar Japan. Daar woonden ze jarenlang tot ze tijdens de Japanse bezetting van de Filipijnen gedurende de Tweede Wereldoorlog terugkeerden naar hun vaderland. Esteban overleed naar verluidt in 1944 op 76-jarige leeftijd.